# Divertissement en vol
Pour les articles homonymes, voir IFE.

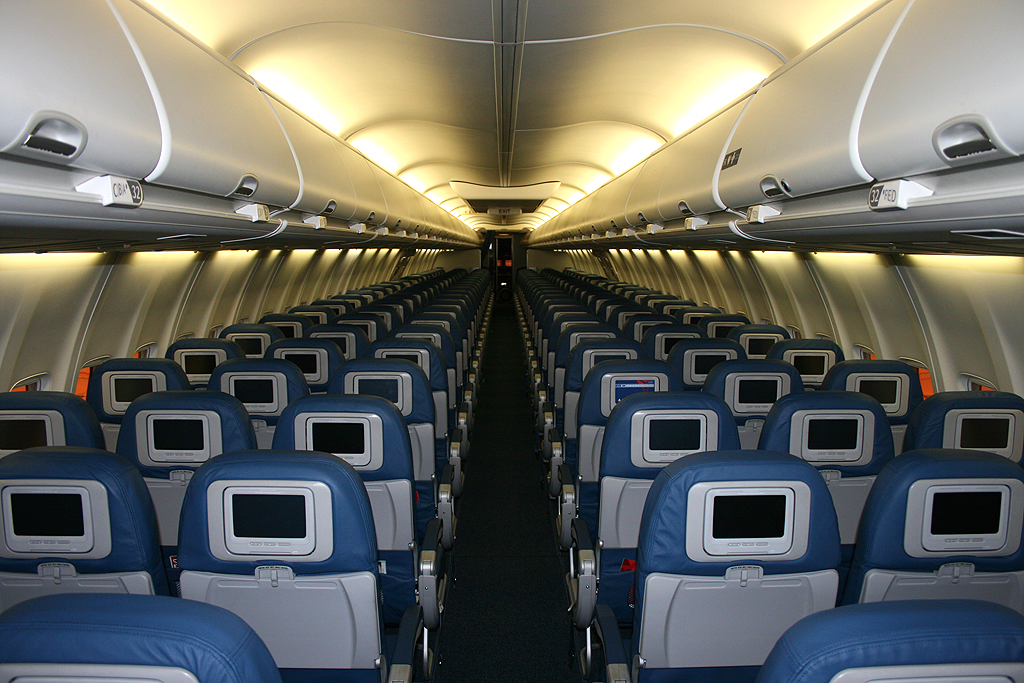
Système Panasonic eFX installé dans un Boeing 737-800 de Delta Air Lines.

Le divertissement en vol (en anglais, in-flight entertainment ou IFE) est l'ensemble des équipements, des logiciels et des contenus assurant la distraction des passagers à bord d'un aéronef.
En 1936, le dirigeable LZ 129 Hindenburg offrait aux passagers un piano, un salon, une salle à manger, un fumoir et un bar pendant le vol de deux jours et demi entre l'Europe et l'Amérique.
Après la Seconde Guerre mondiale, le divertissement en vol se limitait à des services de restauration et de boissons, ainsi que d'une projection de film occasionnel lors de longs vols. En 1985, un premier lecteur audio personnel a été offert aux passagers, et des casques antibruits ont été offerts en 1989. 
Au cours des années 1990, la demande de meilleurs divertissements en vol a été un facteur majeur dans la conception des cabines d'avion.  Auparavant, le maximum qu'un passager pouvait attendre était un film projeté sur un écran à l'avant de la cabine, que l'on pouvait entendre via une prise pour casque d'écoute sur son siège. À partir de cette époque, la plupart des avions ont été munis d'écrans de télévision privés donnant accès à un large éventail de divertissements que le passager peut choisir selon ses préférences.
Les principales contraintes dans la conception des systèmes de divertissement en vol sont la sécurité de l'avion, le coût du système, la fiabilité des logiciels, la maintenance du matériel et la compatibilité avec les appareils des passagers.
Les systèmes de divertissements à bord des avions sont souvent gérés par des fournisseurs spécialisés d'équipement, de logiciels et de contenu.

## Histoire

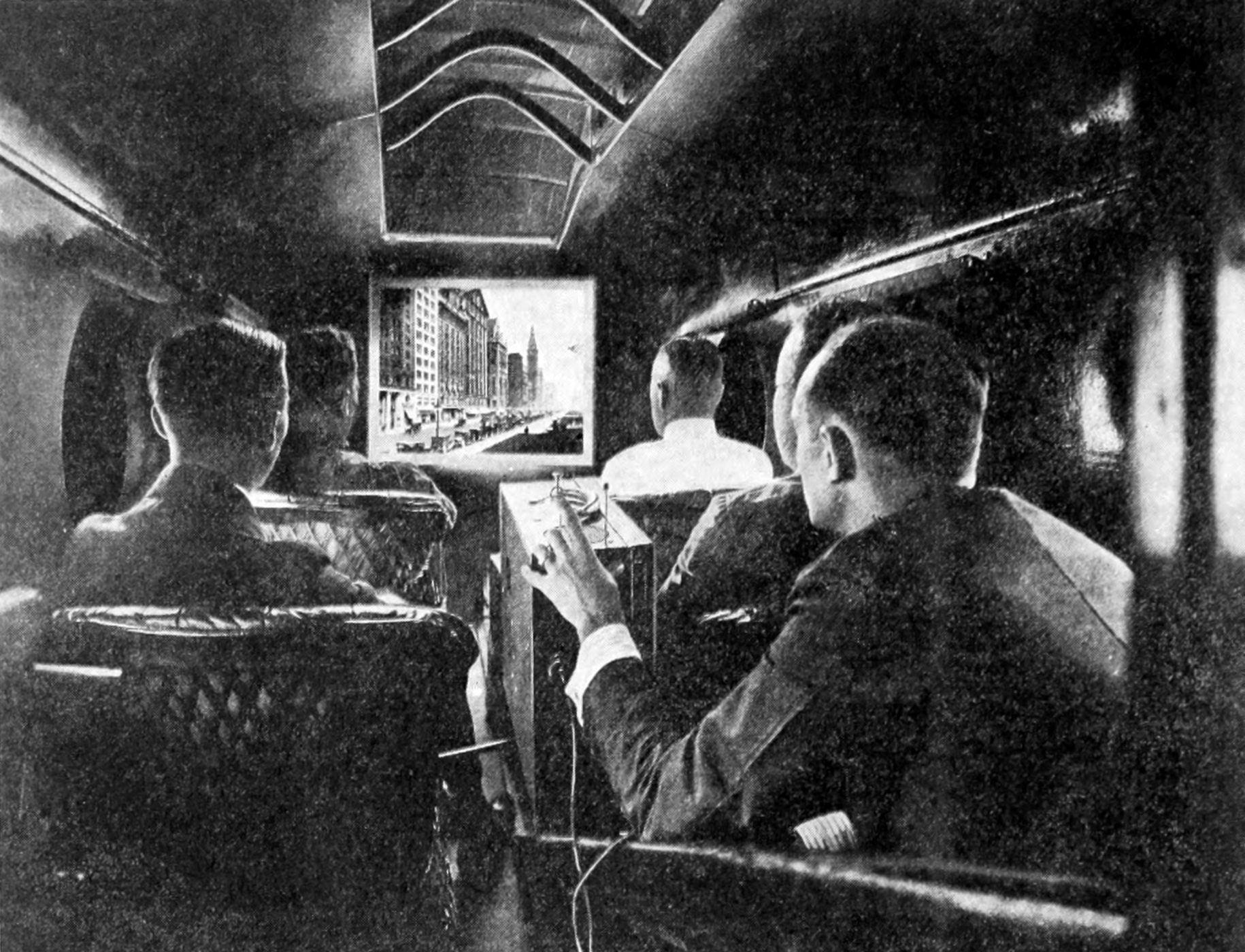
Le premier film en vol a été projeté lors de l'exposition de 1921 La parade du progrès à Chicago.

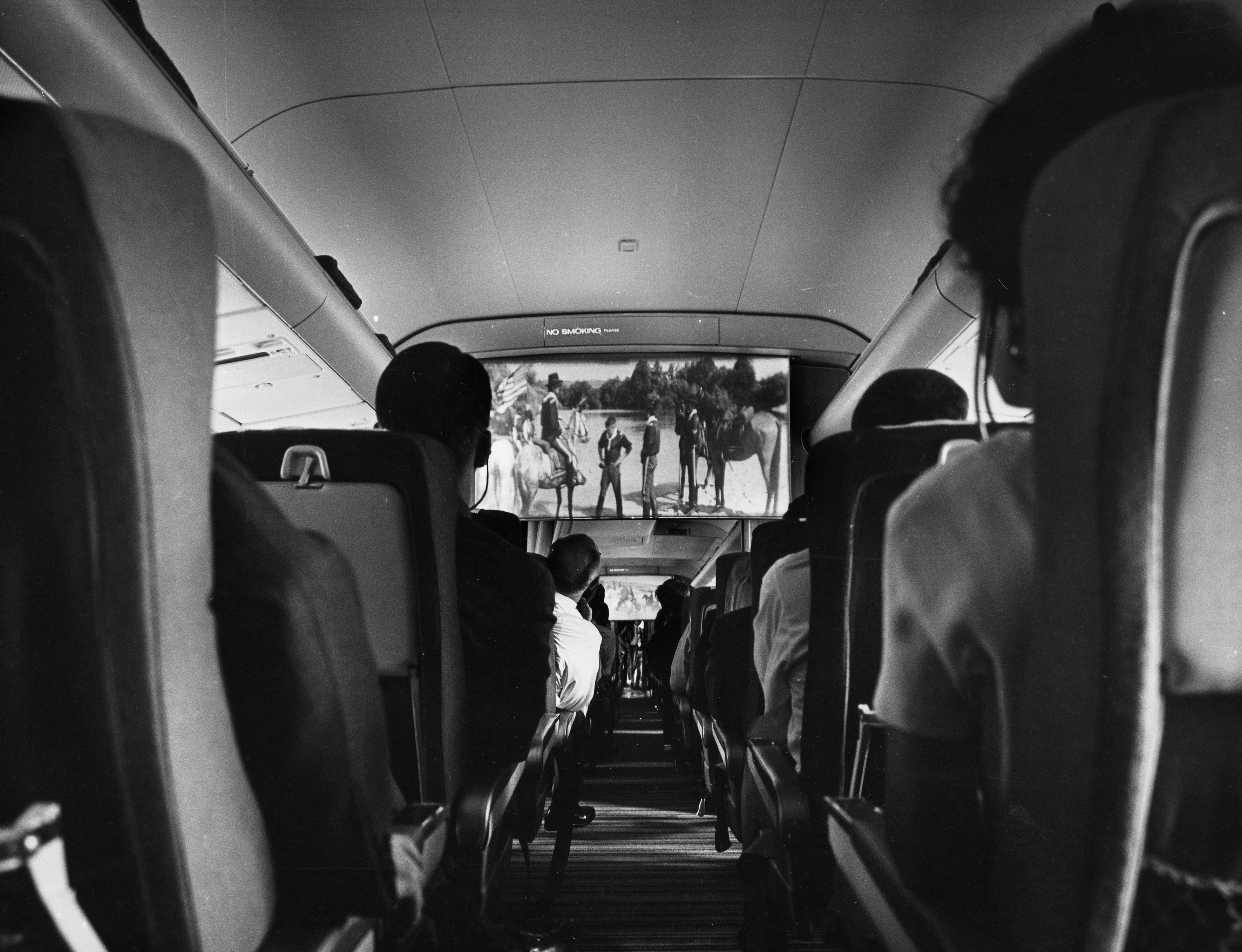
Projection d'un film ans un DC-8 de la Scandinavian Airlines en 1968

Le premier film en vol a été présenté en 1921 par Aeromarine Airways (en), qui a montré un film intitulé Howdy Chicago à ses passagers d'un avion amphibie qui survolait Chicago. Le film Le Monde perdu a été présenté aux passagers d'un vol d'Imperial Airways en avril 1925 entre Londres (Aéroport de Croydon) et Paris.
Onze ans plus tard, en 1932, une première émission de télévision en vol appelée Media event (Événement médiatique) a été diffusée sur un avion Fokker F.10 de Western Air Express.
L'avion de ligne britannique Bristol Brabazon de l'après-guerre devait initialement être équipé d'une salle de cinéma de 37 places dans son immense fuselage ; la salle a ensuite été réduite à 23 places partageant l'arrière de l'avion avec un salon et un bar à cocktails. Finalement, l'avion n'a jamais été mis en service.
Cependant, ce n'est que dans les années 1960 que les divertissements à bord (autres que la lecture, le fait de s'asseoir dans un salon, de parler ou de regarder par la fenêtre) sont devenus courants et populaires. En 1961, David Flexer d'Inflight Motion Pictures a développé un système de projection de film 16 mm utilisant une bobine de 25 pouces pour une grande variété d'avions commerciaux. Capable de contenir la totalité du film et montée horizontalement pour maximiser l'utilisation de l'espace, cette bobine a remplacé les anciennes bobines de 30 pouces de diamètre. En 1961, la TWA a adopté la technologie Flexer et a été la première compagnie aérienne à offrir un long métrage en vol. Interrogé par le New Yorker en 1962, M. Flexner a déclaré : « une énorme quantité d'ingéniosité a été investie dans cette affaire, qui est partie du simple fait que j'ai pensé un jour, en vol, que le transport aérien était à la fois le moyen de transport le plus avancé et le plus ennuyeux ».
Amerlon Productions, une filiale d'Inflight, a produit au moins un film, Plus féroces que les mâles, spécifiquement destiné au divertissement en vol. Pakistan International Airlines a été la première compagnie aérienne à introduire ce système de divertissement sur ses vols internationaux,.
En 1963, Avid Airline Products a développé et fabriqué le premier casque pneumatique utilisé à bord des compagnies aériennes et a fourni ses premiers casques à TWA. Ces premiers systèmes consistaient en un système audio embarqué pouvant être entendu avec des casques à tubes creux. En 1979, les casques pneumatiques ont été remplacés par des casques électroniques. Les casques électroniques n'étaient initialement disponibles que sur certains vols et dans les cabines de luxe, alors que la classe économique devait se contenter des anciens casques pneumatiques. Aux États-Unis, la dernière compagnie à proposer des casques pneumatiques a été Delta Air Lines, qui est passé aux casques électroniques en 2003, malgré le fait que les avions de Delta étaient équipés de prises pour les casques électroniques bien avant cette date.
À partir du milieu des années 60, certains films en vol ont été lus à partir de bandes vidéo, à l'aide des premiers magnétoscopes compacts à transistors fabriqués par Sony (tels que le SV-201 et le PV-201) et Ampex (tels que le VR-660 et le VR-1500), et affichés sur des écrans CRT montés fixés au plafond de la cabine au-dessus des sièges des passagers, avec plusieurs moniteurs placés à quelques sièges d'intervalle. Le son était diffusé par les casques d'écoute.
En 1971, TRANSCOM a développé une cassette de film 8 mm. Les agents de bord pouvaient désormais changer de film en vol.
En 1988, la compagnie Airvision a introduit les premiers systèmes audio/vidéo à la demande, utilisant la technologie LCD 2,7 pouces (69 mm) pour Northwest Airlines. Les essais, qui ont été menés par Northwest Airlines sur sa flotte de Boeing 747, ont reçu un accueil extrêmement positif des passagers. En conséquence, cette technologie a complètement remplacé la technologie CRT.
Aujourd'hui, le divertissement en vol est disponible sur presque tous les avions à fuselage large, tandis que certains avions à fuselage étroit ne sont équipés d'aucune forme de divertissement en vol. Cela est principalement dû aux limites de stockage et de poids des avions. Le Boeing 757 a été le premier avion à fuselage étroit à proposer des divertissements en vol, tant audio que vidéo, et il est rare aujourd'hui de trouver un Boeing 757 sans système de divertissement en vol. La plupart des Boeing 757 sont équipés d'écrans CRT montés au plafond, bien que certains Boeing 757 plus récents puissent être équipés d'écrans LCD rabattables ou de systèmes audio-vidéo à la demande au dos de chaque siège. De nombreux Airbus A320 et Boeing 737 Next Generation sont également équipés d'écrans LCD rabattables. Certaines compagnies aériennes, telles que WestJet, United Airlines et Delta Air Lines, ont équipé certains avions à fuselage étroit d'écrans vidéo personnels à chaque siège. D'autres, comme Air Canada et JetBlue, ont même équipé certains avions de transport régional de vidéo à la demande.

## Sécurité et réglementation
Une considération majeure lors de la création d'un système de divertissement en vol est la sécurité du système. Avec les quelques kilomètres de câblage que cela implique, les fuites de tension et les arcs électriques deviennent un problème. Il ne s'agit pas d'une préoccupation théorique. Le système de divertissement en vol a été impliqué dans l'écrasement du vol Swissair 111 en 1998. Pour éviter tout problème, le système de divertissement en vol est généralement isolé des systèmes principaux de l'avion. Aux États-Unis, pour qu'un produit soit considéré comme sûr et fiable, il doit être certifié par la Federal Aviation Administration (FAA) et il doit satisfaire à toutes les exigences figurant dans les Federal Aviation Regulations. La section des règlements qui concerne l'industrie aéronautique et les systèmes électroniques embarqués dans les avions est le CFR titre 14 partie 25. La partie 25 contient les règles relatives au système électronique de l'avion.
Deux sections de la réglementation de la FAA régissent les systèmes de divertissement en vol et leur sécurité :
- 14 CFR 25.1301 qui approuve l'équipement électronique pour l'installation et l'utilisation, en assurant que le système est correctement identifié et que sa conception est appropriée à la fonction prévue[9] ;
- 14 CFR 25.1309 qui stipule que l'équipement électrique ne doit pas altérer la sécurité ou la fonctionnalité de l'aéronef à la suite d'une défaillance[10].

Une façon pour le système de divertissement de répondre à cette dernière exigence est d'être indépendant de la source d'alimentation principale et du processeur de navigation de l'avion. En séparant les sources d'alimentation et les liaisons de données de celles du processeur de navigation de l'avion, en cas de panne, le système de divertissement ne peut pas modifier la fonctionnalité de l'avion. Après avoir démontré sa conformité à toutes les réglementations américaines applicables, le système de divertissement est approuvé aux États-Unis. Certains agréments de conception américains sont directement acceptés dans d'autres pays, sans revalidation dans ces pays.

## Coût
Les entreprises offrant des systèmes de divertissement en vol tentent continuellement de réduire les coûts de leurs systèmes, sans pour autant en diminuer la qualité. La réduction des coûts peut se faire en modifiant le boîtier des téléviseurs personnels ou en réduisant la quantité de logiciels intégrés dans le système.
La plupart des systèmes de divertissement sont achetés par les compagnies aériennes pour moderniser leur flotte d'avions. Le coût peut aller de 2 à 5 millions de dollars pour un avion équipé d'écrans LCD individuels. Certains systèmes sont achetés déjà installés dans un nouvel avion, ce qui élimine les problèmes de compatibilité entre le système de divertissement et l'avion.
Certaines compagnies aériennes répercutent le coût du système sur le prix du billet des clients, tandis que d'autres facturent des frais d'utilisation en fonction de l'utilisation de chaque client. Certaines compagnies tentent également de faire payer la majorité des coûts par des publicités sur, autour et dans leur système de divertissement.
Les plus grandes compagnies aériennes internationales paient parfois plus de 90 000 dollars pour une licence permettant de diffuser un film sur une période de deux ou trois mois. Ces compagnies aériennes présentent généralement jusqu'à 100 films à la fois, alors qu'il y a 20 ans, elles n'en présentaient que 10 ou 12. Aux États-Unis, les compagnies aériennes paient une redevance fixe chaque fois qu'un passager regarde un film. Certaines compagnies aériennes dépensent jusqu'à 20 millions de dollars par an pour le contenu de leur système de divertissement.

## Fiabilité des logiciels
Les logiciels destinés aux systèmes de divertissement à bord doivent être esthétiques, fiables, compatibles et conviviaux. Ces contraintes expliquent le coût élevé des logiciels. Les équipements de divertissement à bord sont souvent munis d'écrans tactiles. Il arrive que des erreurs de programmation se glissent dans les logiciels et causent des problèmes.